# Noduwez
Noduwez (en wallon Nodwé, en néerlandais Nodevoorde) est une section de la commune belge d'Orp-Jauche située en Région wallonne, dans la province du Brabant wallon.
C'était une commune à part entière avant la fusion des communes de 1977.

## Toponymie
L'étymologie la plus acceptable est celle qui fait dériver le nom du village de Noduwez des mots noa, noe, qui signifient prairie, et de wez ou gué. Noduwez pourrait se traduire par gué dans les prairies.

## Démographie
- Sources :INS, Rem :1831 jusqu'en 1970 = recensements, 1976 = nombre d'habitants au 31 décembre.
- 1900 : scission de Linsmeau en 1893.

## Histoire
Les anciens registres de l'état civil à Noduwez commencent en 1651 pour les baptêmes, en 1662 pour les mariages et en 1661 pour les décès.

## Liste des bourgmestres de 1830 à 1977
- Louis Dominique De Fœstraets, de 1824 à 1878.

## Patrimoine et culture

### Patrimoine architectural

#### Église Saint-Georges
Érigée au milieu du village, l'église Saint-Georges de Noduwez est un édifice d'origine romane qui fut modifié à diverses reprises, en particulier au XVIIIe siècle. La tour romane en quartzite d'Overlaere, carrée et très massive, date de la deuxième moitié du XIIe siècle. Elle est coiffée d'une flèche octogonale. Des colonnes gothiques portant des arcades en plein cintre y ont remplacé les piliers romans. Le chœur à abside semi-circulaire et l'arc triomphal qui le sépare de la nef sont également romans. Les boiseries du XVIIIe siècle donnent un cachet particulier à l'intérieur éclairé par de grandes baies classiques. Un tableau de la Sainte Trinité orne le maître-autel baroque. Les fonts baptismaux en pierre bleue sont datés de 1647. Parmi les statues en bois polychrome se trouvent Saint Georges terrassant le dragon et Sainte Brigitte ou Brive, petite bergère d'Irlande invoquée contre les maladies du bétail.

#### Tour de Gollard
Le Tour de Gollard était un donjon construit à Noduwez comme poste d'avancée à la frontière du Duché de Brabant, peut-être déjà à partir du XIIIe siècle. Le domaine comprenait
un château et des dépendances, une ferme, un moulin, une chapelle et une franche taverne. Il fut abandonné dès le XVIIIe siècle. Le donjon de Gollard n'est plus aujourd'hui qu'une ruine perdue au milieu des champs. Seules deux faces
subsistent sur environ quatre mètres de hauteur. 

#### Béliers de Noduwez
Les trois béliers hydrauliques de l'ancienne station de pompage sont exposés sur la place du village, devant l'église Saint-Georges. Le réservoir de la station de pompage était alimenté en permanence par les sources du Gollard. Chaque bélier fonctionnait 20 à 25 fois par minute. L'installation refoulait 120 m3 d'eau en 24 h à une hauteur de 16 m. Les béliers ont alimenté le village en eau potable pendant près de 75 ans (de 1912 à 1985). Les béliers de Noduwez sont d’autant plus intéressants qu’ils sont rares. À l’instar des machines élévatrices, les béliers hydrauliques exploités pour la distribution d’eau dans les communes n’ont que rarement survécu à la modernisation des réseaux.

#### Cense Poelman ou ferme Germeau
La Cense Poelman, du nom de son propriétaire au début du XVIIIe siècle, est mieux connue sous la dénomination de ferme Germeau, du nom de la famille exploitante actuelle. C'est un des édifices anciens les plus intéressants de Noduwez. Cet impressionnant quadrilatère fut construit en 1685 et est donc, dans sa configuration actuelle, une des censes les plus anciennes de l’entité d’Orp-Jauche. Ses bâtiments se répartissent autour d’une cour carrée qui donne sur la rue par un imposant portail fermant une entrée en anse de panier. Le corps de logis d'époque est précédé d'un petit perron à double volée d'escaliers. Les dépendances ont subi d'importantes transformations au cours des siècles, mais l'ensemble est resté un fleuron caractéristique de la domination espagnole. Portail imposant, petites baies à meneaux du corps de logis et pignons à gradins sont autant d'éléments typiques de cette époque.

#### Galerie de photographies

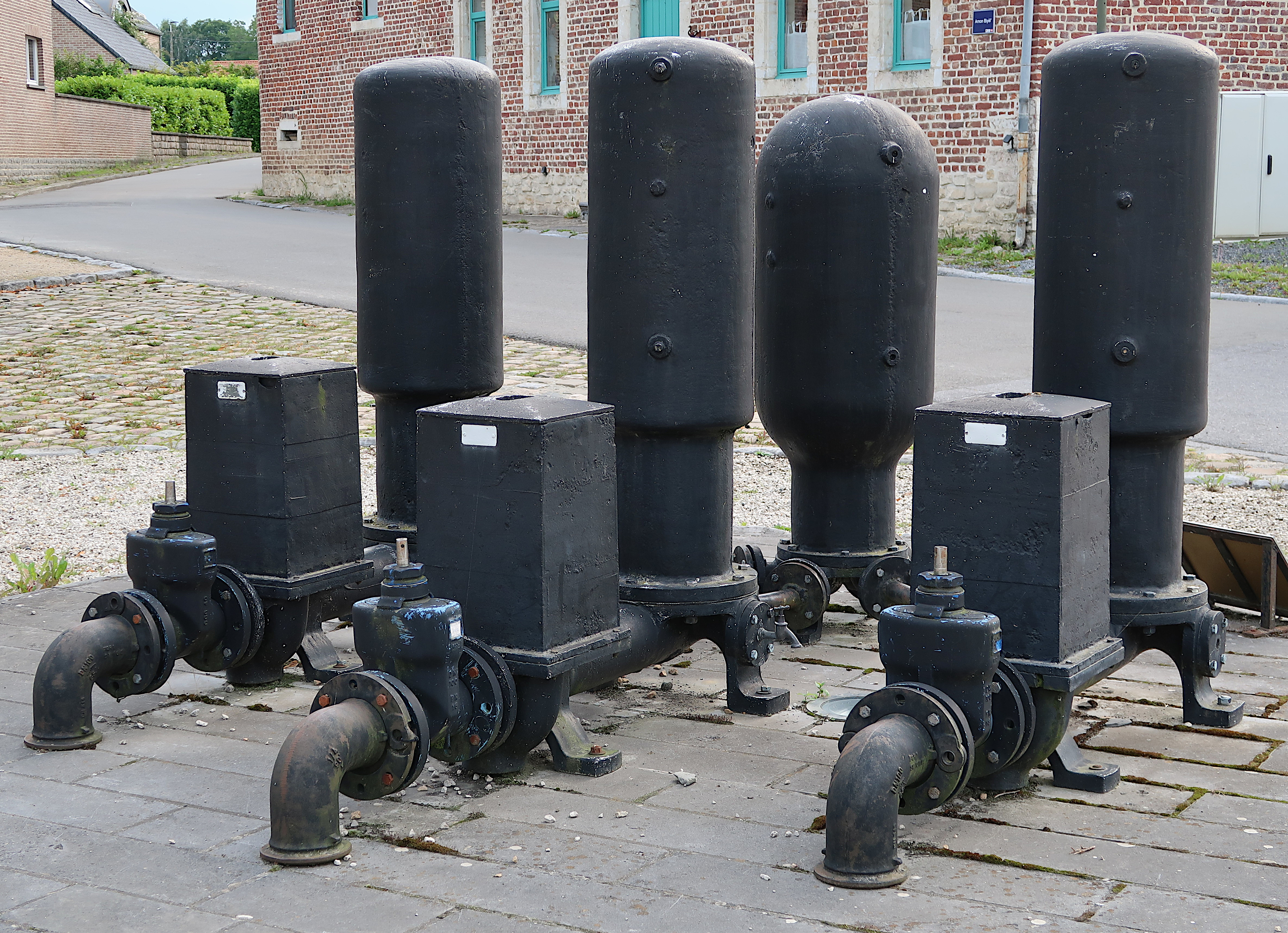
Béliers hydrauliques de Noduwez.
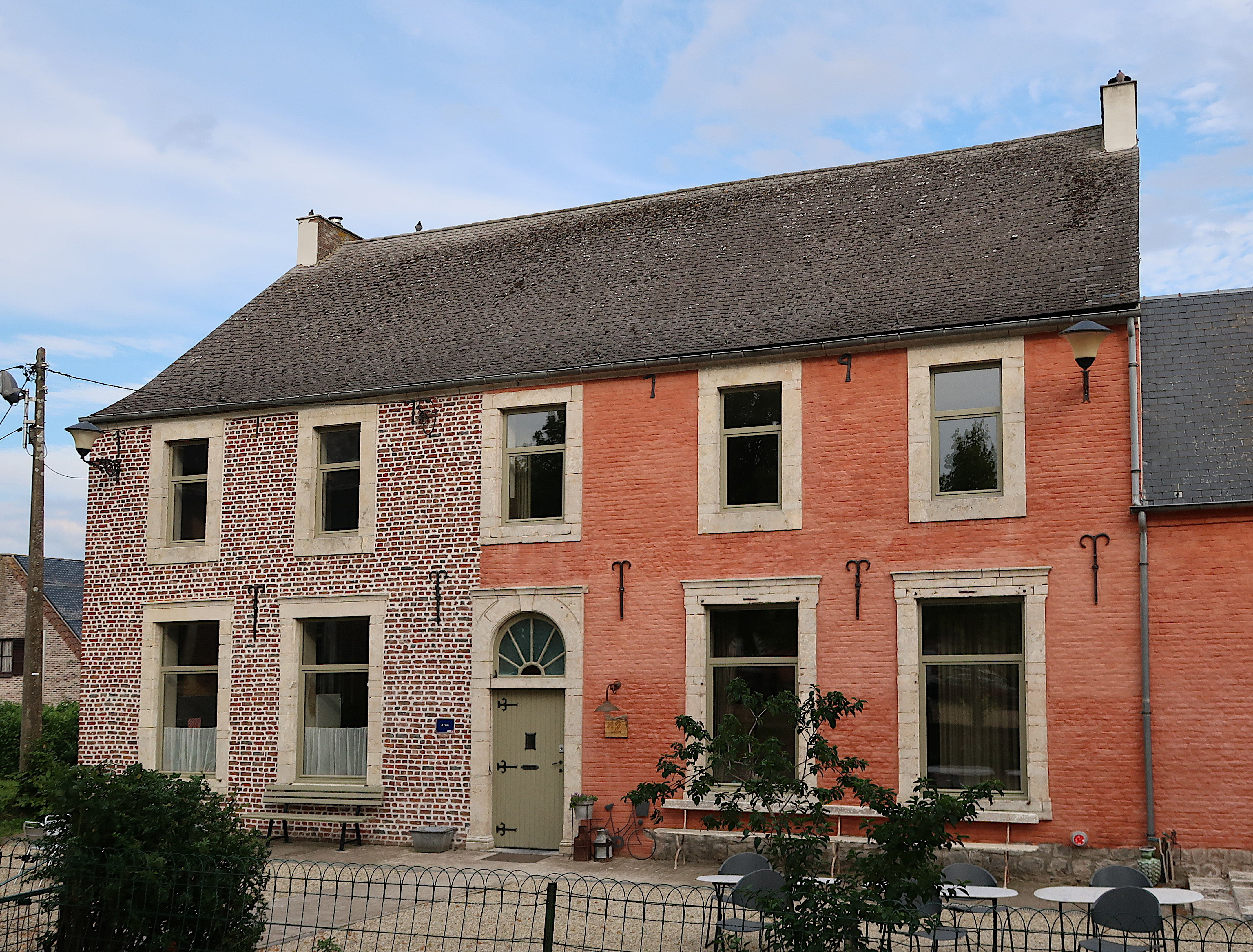
Presbytère de Noduwez (1742).
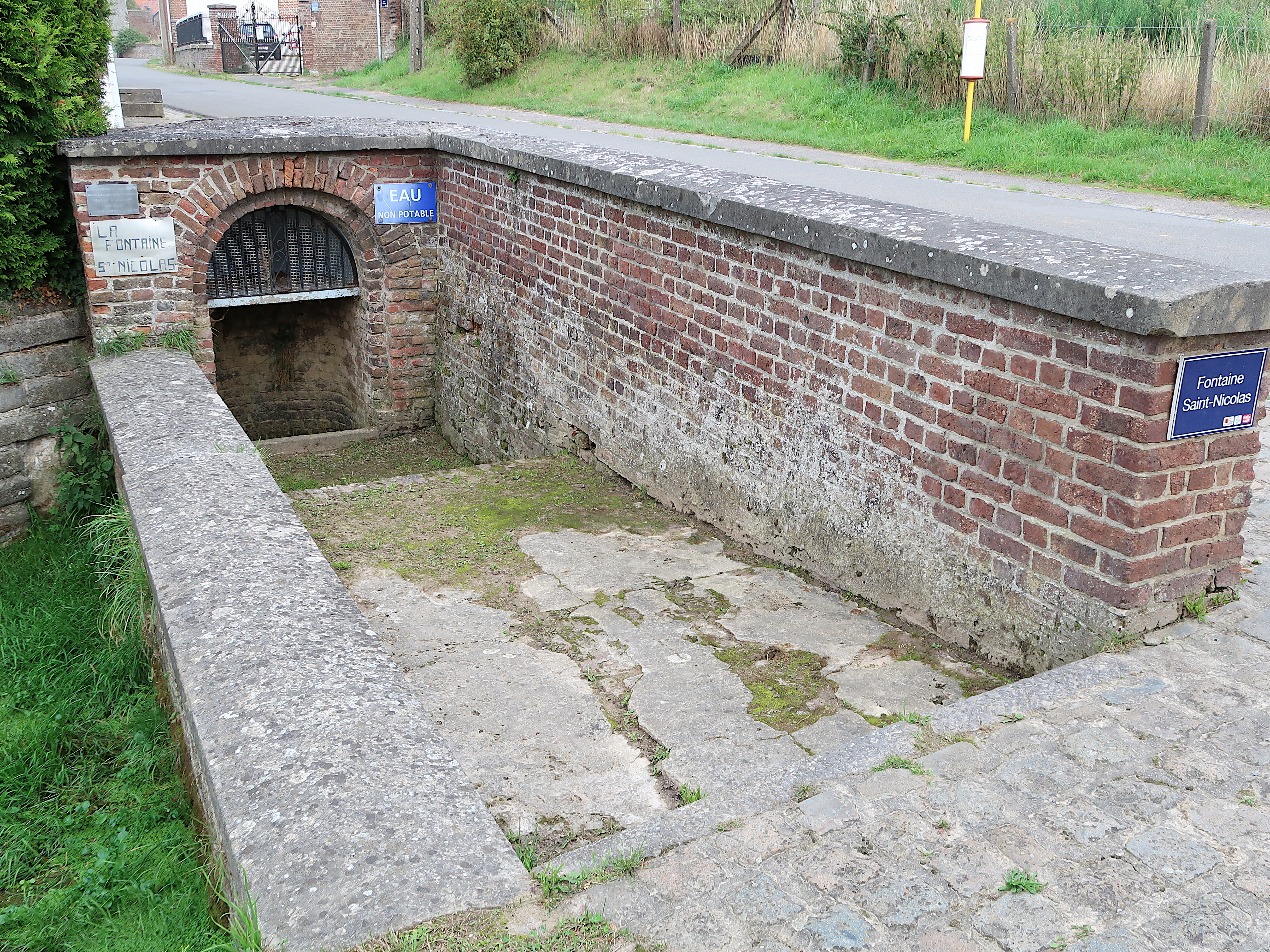
Fontaine Saint-Nicolas de Libertange.
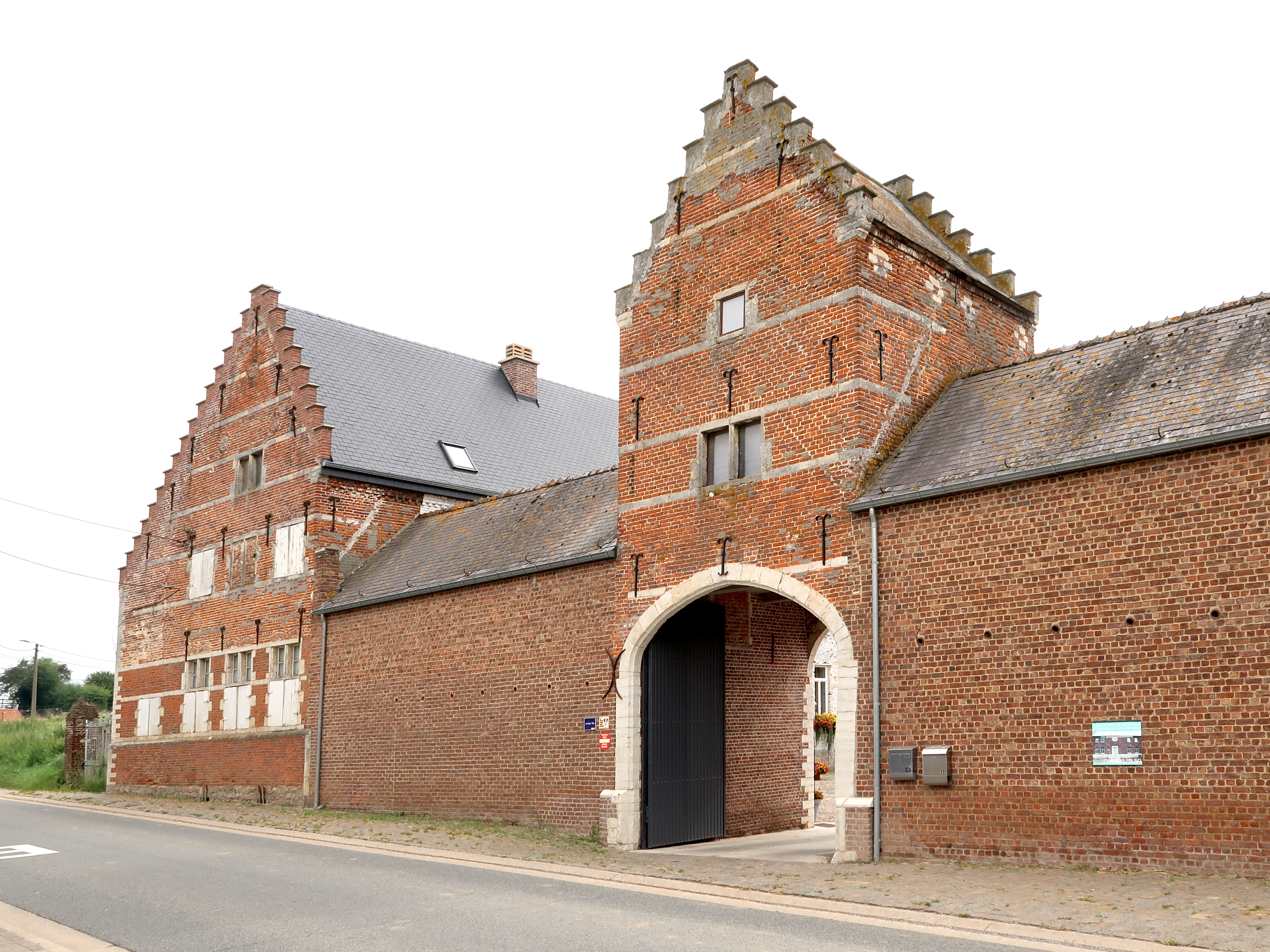
Cense Poelman (1685).

### Culture

#### Folklore
Une brocante et une kermesse ont lieu le 1er dimanche de mai.
Ambras, la bière Belge de Noduwez est la bière locale.